# André Flahaut
André Flahaut (Walhain, 18 agosto 1955) è un politico belga, membro dei Partito Socialista, Ministro del governo federale e poi presidente della Camera dei rappresentanti dal 20 luglio 2010 al 30 giugno 2014 durante la 53ª legislatura. Il 20 luglio 2014 è diventato Ministro francofono del bilancio, del servizio pubblico e della semplificazione amministrativa all'interno del governo Demotte III.
È stato nominato ministro di Stato il 7 dicembre 2009.

## Gioventù
André Flahaut è nato a Perbais, borgo del comune di Brabante Vallone di Walhain.
Da bambino, il politico fu istruito dal padre. Dopo la scuola primaria è andato al Royal Atheneum di Perbais, dopo di che ha ottenuto la laurea in scienze politiche e amministrative presso l'Université libre de Bruxelles.

## Esperienza professionale
Dal 1979 al 1995 ha lavorato presso il centro di studio Emile Vandervelde del Partito Socialista, dove è diventato assistente esterno, consulente e direttore finale.
Ha inoltre svolto la carica di presidente della National Child Care Careforce, dal 1993 al 1995, vicepresidente del lavoro sociale per il Brabante Vallone e dal 1991 al 1994 membro del consiglio di amministrazione dell'emittente francese RTBF.

## Carriera politica
È entrato nel Partito Socialista nel 1973. Dal 1989 al 1995 ha svolto diversi incarichi nell'amministrazione del Brabante Vallone. Ha assistito al consiglio locale di Walhain, nel consiglio provinciale di Brabante Vallone e come vicedirettore del Brabante Vallone.
Nel 1995 è stato ministro del Servizio Civile nel secondo governo di Jean-Luc Dehaene. Dal 12 luglio 1999 è stato ministro della Difesa in entrambi i governi di Guy Verhofstadt, Verhofstadt I (1999-2003) e Verhofstadt II (2003-2007).
Nel 2009 ha chiesto il richiamo dell'ambasciatore belga alla Santa Sede dopo le controversie sui commenti di Papa Benedetto XVI, che sostenevano che i preservativi promuovessero l'AIDS. Flahaut ha commentato: "Le osservazioni del papa, capo di stato, sono abbastanza gravi, inopportune e inammissibili che dobbiamo segnalare, in maniera simbolica ma molto forte, il nostro dispiacere e disapprovazione".
Dal 20 luglio 2010 al 30 giugno 2014 è stato Presidente della Camera dei Rappresentanti belga.
Flahaut è l'attuale ministro del bilancio nel Governo della Comunità francese.

## Polemica
Il 26 maggio 2008, durante una manifestazione pro-palestinese, ha confrontato lo Stato israeliano con il nazismo